# Metopia aurigans
Metopia aurigans är en tvåvingeart som beskrevs av Thomas Pape 1987. Metopia aurigans ingår i släktet Metopia och familjen köttflugor.
Artens utbredningsområde är Venezuela. Inga underarter finns listade i Catalogue of Life.